# Mike Wyatt
Michael James „Mike“ Wyatt (* 12. September 1974 in Bristol) ist ein ehemaliger englischer Fußballspieler. Wyatt bestritt Mitte der 1990er für Bristol City und die Bristol Rovers einige Partien in der Football League.

## Karriere
Wyatt war in seiner Heimatstadt als Trainee (dt. Auszubildender) bei Bristol City aktiv, als er dort 1993 einen Profivertrag erhielt. Seinem Debüt am 14. August 1993 gegen die Wolverhampton Wanderers in der zweitklassigen First Division folgten noch ein Dutzend weiterer Pflichtspieleinsätze im Saisonverlauf und Wyatt galt neben Matt Hewlett als hoffnungsvollstes Talent des Klubs. Nachdem er in der Spielzeit 1994/95 (die für den Klub mit dem Abstieg endete) nur noch zu einem Startelfeinsatz gekommen war, erhielt er am Saisonende keine Vertragsverlängerung. Für die Saison 1995/96 schloss er sich überraschenderweise dem Stadtrivalen Bristol Rovers an. Nach einigen Einsätzen in den ersten Wochen gelang Wyatt auch bei dem Klub aus der drittklassigen Second Division nicht der Durchbruch und er verließ den Verein am Saisonende wieder.
In der Folge hatte Wyatt verschiedene Angebote aus dem Non-League football, Bath City setzte sich im Werben um die Dienste Wyatts unter anderem gegen die Forest Green Rovers durch. Bei Bath war der zumeist im rechten Mittelfeld eingesetzte Akteur in den nächsten beiden Spielzeiten Stammspieler, der Klub stieg allerdings 1997 aus der fünftklassigen Football Conference in die Southern League ab. Dort erhielt er 1998 nach 96 Pflichtspieleinsätzen (11 Tore) vom neuen Trainer Paul Bodin keinen Vertrag mehr.
Wyatt setzte seine Laufbahn in der Southern League bei Gloucester City fort, für die er in zwei Jahren 86 Pflichtspiele (11 Tore) bestritt und bei denen er auch für die Ausführung von Standards zuständig war. Im Mai 2000 wurde er vom Ligakonkurrenten Worcester City abgeworben, dort bestritt er in der Saison 2000/01 31 Ligaspiele (4 Tore), bevor er den Klub unmittelbar nach Beginn der Saison 2001/02 wieder verließ und kurzzeitig zu Bath City zurückkehrte. Bereits im Oktober 2001 wechselte er im Tausch für Mark Badman zu Clevedon Town in die Division One West der Southern League. 2003 schloss er sich dem Ligakonkurrenten Yate Town an, mit dem er 2005 als Tabellenzweiter in die Premier Division aufstieg und den Gloucestershire Senior Cup gewann. Seinen Lebensunterhalt verdiente Wyatt nach seiner Profilaufbahn als Grafikdesigner.